# Feminismo en Japón
El feminismo en Japón comenzó con los movimientos de los derechos de la mujer, los cuales datan de la antigüedad. El movimiento comenzó a ganar importancia después de que el pensamiento occidental llegara durante la Restauración Meiji en 1868. El feminismo japonés difiere del feminismo occidental en el sentido de que enfatiza en menor medida la autonomía individual.
Antes de finales del siglo XIX, las mujeres japonesas estaban ligadas por el sistema tradicional machista, en el que los miembros varones de la familia mantenían su autoridad en el hogar. Después de las reformas de la Restauración Meiji, el estatus de las mujeres en la sociedad japonesa también pasó por una serie de cambios, el tráfico de mujeres fue restringido, se permitió a las mujeres solicitar divorcios y la educación elemental fue obligatoria para ambos sexos. Cambios adicionales en cuanto a la situación de las mujeres se dieron debido a las secuelas de Segunda Guerra Mundial. Se le concedió el derecho al voto a la mujer, y fueron redactadas nuevas secciones de la constitución para garantizar igualdad de género.
En 1970, en el despertar de los movimientos en contra de la guerra de Vietnam, un nuevo movimiento de liberación de las mujeres llamado ūman ribu emergió en Japón por parte de la Nueva Izquierda y los movimientos estudiantiles de finales de la década de 1960, este movimiento coincidió con los movimientos feministas radicales de Estados Unidos y el resto del mundo, catalizando un resurgimiento del activismo feminista durante las décadas posteriores a 1970.
El movimiento promovió una crítica exhaustiva de la naturaleza de dominio masculino del Japón moderno, abogando por un cambio fundamental del sistema político-económico y cultural de la sociedad. Lo que lo distinguió de movimientos previos fue el énfasis en la liberación sexual (性の解放 sei no kaihō). No buscaba igualdad con el hombre, más bien se enfocó en el hecho de que también los hombres se liberaran de los aspectos opresivos del sistema patriarcal.
En 1979, la Convención sobre la Eliminación de Todas las Formas de Discriminación contra la Mujer fue adoptada por la Asamblea General de las Naciones Unidas. La convención fue ratificada por el gobierno japonés en 1985.

## Política

### Formación de la Asociación de las Nuevas Mujeres
Artículo principal: Asociación de las Nuevas Mujeres
En 1919, con la ayuda de Ichikawa Fusae y Oku Mumeo, Raicho Hiratsuka creó la Asociación de las Nuevas Mujeres: Shin Fujin Kyokai. Su objetivo era conseguir derechos de protección e inclusión mediante la identificación de una clase femenina. En noviembre de 1919, Hiratsuka pronunció un discurso en la Federación de Organizaciones Femeninas de toda Kansai: "Hacia la unificación de las mujeres", en el que afirmó que si las mujeres tuvieran derechos, podrían formar parte del Estado y ayudar a determinar el futuro.
En enero siguiente, Ichikawa e Hiratsuka redactaron las dos demandas de la Nueva Asociación de Mujeres:
- En primer lugar, querían enmendar la Ley de Policía de Paz Pública, una versión revisada de la Ley de Asociación y Asamblea Política de 1890, que prohibía a las mujeres afiliarse a cualquier partido político o asistir o participar en actos políticos.
- En segundo lugar, querían protección frente a los maridos y prometidos con enfermedades venéreas. El Código Civil Revisado de 1898 establecía que una mujer que cometiera adulterio se exponía al divorcio y a una pena de hasta dos años de prisión. Sin embargo, una mujer no podía divorciarse de su marido si éste cometía adulterio. Desafiando a la sociedad patriarcal, la Asociación de la Nueva Mujer quería reformas para que las mujeres pudieran rechazar a los maridos o prometidos infectados.[1] Prepararon peticiones y cualquier oposición fue respondida con el argumento de que tales medidas permitirían a las mujeres ser mejores esposas y madres.

Se prepararon dos peticiones. La primera abordaba la necesidad de otorgar derechos a las mujeres e incluirlas en el estado mediante la revisión de la Ley de Policía de Paz Pública. La segunda abordaba la necesidad de proteger a las mujeres mediante la realización de pruebas a los futuros maridos para detectar enfermedades de transmisión sexual y permitiría a las mujeres divorciarse de sus maridos y cobrar una indemnización por los gastos médicos. La Dieta de Japón fue aplazada antes de que las peticiones llegaran al pleno. El 26 de febrero de 1921, la Cámara de Representantes aprobó un proyecto de ley para permitir a las mujeres asistir a las reuniones políticas. El proyecto fue rechazado en la Cámara de los Pares. En 1922, la Dieta modificó el artículo 5 de la Ley de Policía de 1900, permitiendo que las mujeres asistieran a reuniones políticas, pero continuando con la prohibición de afiliarse a partidos políticos y votar.

### La Sociedad de la Ola Roja
Artículo principal: Sekirankai
La Sociedad de la Ola Roja, Sekirankai, fue la primera asociación de mujeres socialistas. Yamakawa Kikue y otras organizaron la asociación en abril de 1921. El manifiesto de la Ola Roja condenaba el capitalismo, argumentando que convertía a las mujeres en esclavas y prostitutas. Las familias rurales se veían obligadas a enviar a sus hijas a las fábricas textiles debido a las dificultades económicas. Estas chicas debían vivir en dormitorios, sin poder salir más que para ir a trabajar. Trabajaban en turnos de 12 horas en malas condiciones.
Muchas contrajeron el pulmón marrón, una enfermedad causada por la exposición al polvo de algodón en ambientes de trabajo mal ventilados, y otras enfermedades relacionadas con el trabajo en las fábricas textiles (Ravina). El Estado se negó a promulgar la legislación necesaria para proteger a las mujeres en las fábricas. No había médicos de guardia en las instalaciones ni compensación médica por contraer el pulmón marrón o cualquier otra enfermedad. Una vez finalizado el contrato, volvían al campo para casarse. La Sociedad de la Ola Roja se centró principalmente en el sufragio y los derechos de la mujer.Poco después de su fundación, las mujeres de la Sociedad de la Ola Roja participaron en una manifestación el 1 de mayo de 1921. Los preparativos para este acontecimiento impulsaron la creación del primer borrador del manifiesto de la Sociedad de la Ola Roja, que fue redactado por Yamakawa Kikue, quien ya en la década de 1910 se declaraba abiertamente socialista y creía en la abolición total del capitalismo. Los puntos de vista socialistas de Kikue se presentaron también en el manifiesto. Este manifiesto se imprimió y se repartió durante la protesta con la esperanza de que los folletos incitaran a otras mujeres a apoyar la causa de las Sociedades de la Ola Roja. Todas las mujeres que asistieron a este acto fueron detenidas por la policía.
Se formaron otros grupos que se concentraron en sus propias demandas. Algunas mujeres presionan por los derechos políticos, mientras que otras buscan acabar con la prostitución. Las amas de casa hacían campaña para mejorar su papel en el hogar. Tras el devastador Gran terremoto de Kantō de 1923, Kubushiro Ochimi, miembro de la Sociedad de Reforma Femenina, y muchas otras mujeres, se volcaron en las tareas de ayuda. Socialistas como Yamakawa, cristianas de clase media y amas de casa trabajaron juntas para organizar y proporcionar actividades de ayuda.

### La Federación de Organizaciones de Mujeres de Tokio
El 28 de septiembre de 1923, cien líderes de diversas organizaciones se reunieron para formar la Federación de Organizaciones Femeninas de Tokio: Tokyo Rengo Funjinkai. Se dividieron en cinco secciones: sociedad, empleo, trabajo, educación y gobierno. La sección gubernamental se centró en los derechos de las mujeres y debatió sobre las formas de conseguir la afiliación al Estado. La líder de la sección gubernamental, Kubushiro Ochimi, convocó una reunión en noviembre de 1924 para las mujeres interesadas en trabajar por los derechos de la mujer. La reunión creó la principal organización de sufragio femenino, llamada Liga para la Realización del Sufragio Femenino (Fujin Sanseiken Kakutoku Kisei Domei) El objetivo de la organización era mejorar la situación de las mujeres japonesas. En su manifiesto declaraban que era responsabilidad de las mujeres destruir los 2.600 años de costumbres del pasado y promover los derechos naturales de hombres y mujeres.
Para lograr sus objetivos, la liga solicitó los derechos civiles. En febrero de 1925, la Dieta aprobó el proyecto de ley de sufragio universal masculino, que permitía a los hombres votar sin ninguna condición económica, excluyendo a las mujeres. Continuaron presionando a los representantes para que discutieran sus problemas. En marzo de 1925, cuatro temas iban a ser discutidos en la Dieta. Muchas mujeres acudieron a ver cómo la Cámara de Representantes discutía la modificación de la Ley de Policía de Paz Pública de 1900, una petición de educación superior para las mujeres, una petición de sufragio femenino en las elecciones nacionales y una petición para realizar cambios en el Código de la Ciudad de 1888 y en el Código de la Ciudad y el Pueblo de 1888, que permitiría a las mujeres votar y presentarse a los cargos locales. La Cámara de los Pares derrotó el proyecto de modificación de la Ley de Policía. Durante la década de 1930, las feministas creían que la mejor manera de lograr sus objetivos era mediante la protección de los trabajadores, la asistencia social para las madres solteras y otras actividades que produjeran reformas de bienestar social. Cuando las mujeres de Japón consiguieron votar por primera vez el 10 de abril de 1946, demostraron que eran verdaderas ciudadanas y miembros de pleno derecho del Estado. Mujeres como Hiratsuka Raicho, Yosano Akiko y Kubushiro Ochimi trabajaron muy duro para lograr la autotrascendencia y la autorrealización.
Cuando las mujeres japonesas empezaron a obtener no sólo el derecho al voto, sino también a presentarse como candidatas a cargos públicos, muchas mujeres empezaron a participar más en la política. Esto dio lugar a la elección de 39 mujeres en la Dieta Nacional del gobierno japonés en la primavera de 1946 y a la elección de la primera jefa de la Oficina Ministerial japonesa al año siguiente, en 1947.

### Sufragio femenino en Japón
Artículo principal: Sufragio femenino en Japón

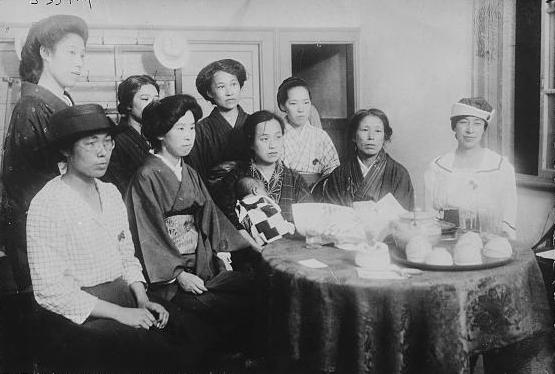
Reunión de un grupo de derechos de la mujer en Tokio, para impulsar el sufragio universal.

Aunque la defensa de la mujer ha estado presente en Japón desde el siglo XIX, el sufragio femenino efectivo en Japón nació durante el turbulento periodo de entreguerras de la década de 1920. Al soportar una metamorfosis social, política y cultural, los ciudadanos japoneses vivieron en la confusión y la frustración mientras su nación pasaba de ser un pequeño cuerpo aislado a una potencia mundial viable. Quizá uno de los ejemplos más profundos de esta frustración sea la lucha por los derechos y el reconocimiento de la mujer en Japón.
Después de la Restauración Meiji en 1868, el concepto de derechos comenzó a imponerse en Japón. Durante la última parte del siglo XIX, las primeras defensoras de los derechos de la mujer abogaron por reformas en la sociedad patriarcal que había oprimido a las mujeres (no por la inclusión política o el derecho al voto). El llamamiento a la educación de las mujeres fue de suma importancia para el primer movimiento feminista.
Los responsables políticos creían que la educación de las mujeres era imperativa para la preservación del Estado porque prepararía a las niñas para ser esposas y madres con conocimientos capaces de producir hijos diligentes y leales a la nación. Aunque los políticos no tenían necesariamente los mismos motivos que los defensores de los derechos de la mujer en su llamamiento a la educación femenina, el desarrollo de dicha educación abrió la puerta a nuevos avances para las mujeres en la sociedad japonesa. A finales del siglo XIX también se produjo la lucha por la protección de las mujeres frente a algunas de las prácticas culturales que las habían subordinado durante mucho tiempo. 
A medida que el tema de los derechos de la mujer fue ganando adeptos, los grupos de defensa de la mujer fueron desarrollándose poco a poco y orientando sus intereses hacia otras cuestiones que afectaban a las mujeres en Japón. El periodo de entreguerras, que siguió a la conclusión de la Primera Guerra Mundial, dio lugar a lo que se conoce como el movimiento de sufragio femenino de Japón. Las feministas se opusieron a que la nación concediera los derechos civiles a los hombres exclusivamente y a que el gobierno excluyera a las mujeres de toda participación política. La ley prohibía a las mujeres de Japón afiliarse a partidos políticos, expresar sus opiniones políticas y asistir a reuniones políticas.
En 1920, la lucha por la inclusión política de las mujeres estaba en la vanguardia del movimiento sufragista. En 1921, la Dieta japonesa (parlamento) concedió a las mujeres el derecho a asistir a reuniones políticas, anulando el artículo 5 de la Ley de Seguridad Policial. Sin embargo, la prohibición de la participación de las mujeres en los partidos políticos no fue erradicada. Muchos miembros de la Dieta consideraron que era innecesario y egoísta que las mujeres participaran en el gobierno. Aunque se enfrentaron a una inmensa oposición, las feministas estaban decididas a luchar por la igualdad política.
Después de que se concediera a las mujeres el derecho a participar en las asambleas políticas y a asistir a ellas, se produjo un aumento en el desarrollo de los grupos de interés femeninos. En el periodo de entreguerras empezaron a surgir grupos de alumnas, misioneras cristianas y otros grupos auxiliares de mujeres. Después de que un gran terremoto asolara Tokio en 1923, representantes de 43 de estas organizaciones se unieron para convertirse en la Federación de Organizaciones Femeninas de Tokio (Tokyo Rengo Fujinkai). La federación fue concebida como una organización de ayuda a los damnificados por el terremoto. Con el tiempo, se convirtió en uno de los mayores grupos de mujeres activistas de la época. 
Para abordar eficazmente las cuestiones específicas que afectaban a las mujeres de Japón, la Federación de Organizaciones de Mujeres de Tokio se dividió en cinco grupos satélites: sociedad, gobierno, educación, trabajo y empleo. El sector gubernamental fue quizás el más significativo de los sectores satélites de la federación, ya que de él surgió la Liga para la Realización del Sufragio Femenino (Fujin Sanseiken Kakutoku Kisei Domei), que fue el colectivo de defensa de la mujer más influyente y abierto de la época. Esta Liga publicó un manifiesto en 1924. El manifiesto era el siguiente:
1. Es nuestra responsabilidad destruir las costumbres que han existido en este país durante los últimos veintiséis años y construir un nuevo Japón que promueva los derechos naturales de hombres y mujeres;
2. Dado que las mujeres han estado asistiendo a la escuela pública con los hombres durante medio siglo desde el comienzo del período Meiji y nuestras oportunidades en la educación superior han seguido ampliándose, es injusto excluir a las mujeres del sufragio internacional;
3. Los derechos políticos son necesarios para la protección de casi cuatro millones de mujeres trabajadoras en este país;
4. Las mujeres que trabajan en el hogar deben ser reconocidas ante la ley para realizar todo su potencial humano;
5. Sin derechos políticos no podemos conseguir el reconocimiento público ni a nivel nacional ni a nivel local de gobierno;
6. Es necesario y posible reunir a mujeres de diferentes religiones y ocupaciones en un movimiento por el sufragio femenino.[12]

La Liga para la Realización del Sufragio Femenino, así como otros numerosos grupos de defensa de la mujer, siguieron luchando por la inclusión social y política, así como por la protección ante la ley de las tradiciones patriarcales que seguían asolando el país. Su lucha siguió progresando y dando pasos hasta que finalmente se concedió a las mujeres el derecho al voto en 1946.

### Segunda Guerra Mundial
Artículo principal: Home front during World War II, Era Showa
Según la historia oral estudiada por Thomas R.H. Havens, las normas paternalistas tradicionales supusieron una barrera cuando el gobierno quiso explotar más el poder de la mujer para el esfuerzo bélico. El empleo obligatorio en las fábricas de municiones era posible para las mujeres solteras, pero las normas sociales impedían que las mujeres casadas realizaran ese tipo de trabajo, en claro contraste con Rusia, Gran Bretaña, Alemania y Estados Unidos. La ausencia de tantos hombres jóvenes alteró drásticamente los patrones de matrimonio, fertilidad y vida familiar que existían desde hacía tiempo. La grave escasez de artículos ordinarios, incluidos los alimentos y la vivienda, fue mucho más opresiva que los esfuerzos de propaganda del gobierno. Las mujeres japonesas seguían obedientemente las órdenes y no se produjeron graves alteraciones, como disturbios por la escasez de alimentos. La prostitución impuesta en beneficio de los soldados japoneses creó el programa de mujeres de consuelo, que resultó muy embarazoso para Japón durante décadas después de la guerra. Las mujeres no japonesas de colonias como Corea y Formosa eran especialmente vulnerables. A partir de finales del siglo XX, los historiadores se centraron en el papel de las mujeres en tiempos de guerra, especialmente en la Segunda Guerra Mundial. Las fuentes que se utilizaron a menudo fueron las revistas publicadas por hombres para las lectoras. Las historias de ficción y no ficción se centraban en los roles sociales de las madres y esposas, especialmente en lo que se refiere a las dificultades de alojamiento y suministro de alimentos, y las preocupaciones financieras en ausencia de los hombres en la guerra. Los problemas de la moda en tiempos de guerra eran una prioridad en este tipo de revistas en todos los países relevantes. Informaron que las industrias textiles y de la moda japonesas se adaptaron con gran éxito a la escasez en tiempos de guerra y a las necesidades de la propaganda.
 Las revistas para las jóvenes adolescentes hacían hincapié en que debían seguir las exigencias patrióticas que las obligaban a renunciar a sus libertades juveniles y a transformarse de "shōjo", que connota la alegría adolescente, en "gunkoku shōjo",chicas de una nación militar, con importantes responsabilidades en el frente interno. La evacuación de mujeres y niños de las principales ciudades, por miedo a los bombardeos aliados, se cubrió con detalle para enfatizar la voluntad de sacrificio por el patriotismo retratado a través de la ficción, los artículos de noticias y las fotografías. El gobierno controlaba todos los medios de comunicación y supervisaba las revistas populares para que su contenido difundiera estratégicamente los objetivos y la propaganda del gobierno.
El conflicto bélico supuso un fuerte aumento de la propaganda gubernamental y de la censura desde el Incidente de Manchuria, en septiembre de 1931. Esto, junto con la escasez mencionada anteriormente y el énfasis en que las mujeres permanecieran como sirvientas domésticas, dificultó la revolución feminista durante esta época. Además, un número cada vez mayor de grupos feministas y de izquierdas, que hasta entonces se habían mostrado firmemente contrarios al gobierno, empezaron de repente a adoptar un punto de vista nacionalista durante esta época. Mientras que algunos atribuyen este cambio repentino a cosas como el énfasis de los estados en la importancia de las mujeres y la maternidad, la brutalidad policial y la opresión del gobierno también jugaron un papel. Una activista que siguió siendo abiertamente socialista durante esta época fue Yamakawa Kikue. Al principio de la guerra, Kikue participó en discusiones de tipo mesa redonda con figuras políticas populares como Tetsu Katayama, Tatewaki Sadayo, Raichō Hiratsuka y Okada Junko. Estas discusiones eran frecuentemente críticas con el Estado y provocaron una fuerte reacción política contra Kikue. La participación de Kikue fue finalmente censurada por el gobierno a medida que aumentaba el conflicto en Asia, y su marido, Hitoshi Kikue, fue arrestado poco después por conspirar con el Movimiento del Frente Popular de izquierda, que pretendía evitar la expansión del fascismo en Japón.

### Tras la Segunda Guerra Mundial
Antes de la Segunda Guerra Mundial, a las mujeres de Japón se les negaba el derecho al voto y otros derechos legales. Tras la rendición del Japón Imperial en 1945, la ocupación aliada, por orden del general Douglas MacArthur, comenzó a redactar una nueva constitución para Japón en febrero de 1946. Un subcomité que incluía a dos mujeres, Beate Sirota Gordon y la economista Eleanor Hadley, se encargó de redactar la sección de la constitución dedicada a los derechos civiles y a los derechos de la mujer en Japón. Desempeñaron un papel integral, redactando el lenguaje relativo a la igualdad legal entre hombres y mujeres en Japón, incluyendo los artículos 14 y 24 sobre la igualdad de derechos y los derechos civiles de las mujeres. El artículo 14 establece, en parte: "Todas las personas son iguales ante la ley y no habrá discriminación en las relaciones políticas, económicas o sociales por razón de credo, sexo, condición social u origen familiar". Estas adiciones a la constitución fueron vitales para los derechos de la mujer en Japón. "Históricamente, las mujeres japonesas eran tratadas como bienes muebles; eran propiedades que se compraban y vendían a voluntad", dijo Gordon en 1999. El final de la Segunda Guerra Mundial también supuso un aumento de la popularidad de la revista Women's Review (Fujin Kōron). En esta revista aparecían artículos de autoras socialistas como Yamakawa Kikue que reclamaban la igualdad de derechos económicos y sociales no solo para las mujeres, sino para la clase baja en general. Anteriormente, debido a la Ley de Publicaciones de 1893 y a la Ley de Prensa de 1909, la Oficina de la Policía Japonesa del Ministerio del Interior estaba legalmente autorizada a prohibir o multar cualquier publicación que fomentara sentimientos antigubernamentales. La mayoría de estas publicaciones eran caricaturas políticas de izquierdas y feministas. Esta ley se anuló con la imposición de la nueva constitución japonesa en 1946.

### El feminismo de la segunda ola y el activismo del control de la natalidad
La lucha por los derechos reproductivos en el feminismo japonés se remonta a la década de 1920 con el trabajo de la activista socialista Ishimoto Shizue. Shizue se trasladó a la ciudad de Nueva York con su marido y colaboró con la activista estadounidense Margaret Sanger, que estaba defendiendo los derechos reproductivos de las mujeres en Estados Unidos. Ambas mujeres creían que tanto la falta de derechos reproductivos como el trabajo asalariado que afectaba a las mujeres en ese momento podían paliarse con la implicación del socialismo. El control de la natalidad aún no se había consolidado en Japón, y a su regreso, en 1921, Shizue hizo publicar en Tokio un artículo en dos partes sobre la educación para el control de la natalidad. A pesar de los intentos de varios grupos de izquierda por popularizarlo, el control de la natalidad y la anticoncepción seguía considerándose un tema muy tabú. Esto cambió con la llegada de Margaret Sanger en abril de 1922, que estaba de visita en Japón para dar una conferencia a petición de la empresa editorial Kaizo. La conferencia, de carácter abiertamente sexual, supuso la apertura del concepto, hasta entonces desaprobado, de los derechos de la mujer, no sólo en lo que respecta a la reproducción, sino también en lo social, económico y político. Esta visita de Sanger, que provocó el resurgimiento de la apertura sexual, se conoce a menudo como "El barco negro de Taisho" Las aplicaciones prácticas del control de la natalidad fueron rechazadas en su mayor parte por el gobierno japonés. Dado que este auge del pensamiento socialista y del control de la natalidad se produjo casualmente el mismo año que la Conferencia de Washington, el gobierno japonés creyó que Estados Unidos deseaba limitar su poderío naval y controlar su población. Debido a esto, y a sus vínculos políticos con la izquierda, las siguientes conferencias de Sanger fueron fuertemente censuradas por el gobierno.
Mitsu Tanaka fue la persona más visible del movimiento feminista radical de Japón a finales de la década de 1960 y principios de la de 1970. Escribió varios pasquines sobre temas feministas, siendo el más conocido Liberación de los retretes. Fue una incansable organizadora del movimiento de liberación de la mujer, ayudando a dirigir protestas, cofundando el Grupo de Mujeres Combatientes de activistas y estableciendo el primer centro de mujeres y el primer refugio para mujeres en Japón durante la década de 1970. A finales de los años 70 abandonó el movimiento feminista público. Otra activista que recibió mucha atención mediática en Japón fue Misako Enoki. Enoki era una farmacéutica que organizó a los activistas para impulsar la legalización de la píldora anticonceptiva. Su método consistía en llamar la atención de los medios de comunicación formando un grupo de protesta llamado Chupiren, que llevaba cascos rosas de motocicleta y participaba en acciones publicitarias como enfrentarse a maridos infieles en sus oficinas.
Los medios de comunicación, dominados por los hombres, dieron cobertura a feministas radicales como Tanaka y Enoki, pero no las tomaron en serio. Al igual que Enoki, Tanaka era una activista por el control de la natalidad y organizaba protestas para proteger el acceso legal de las mujeres a los procedimientos de aborto. La píldora anticonceptiva se legalizó en Japón en 1999. El aborto en Japón, que está menos estigmatizado, se utiliza con frecuencia como alternativa. La Asociación Japonesa de Planificación Familiar, afiliada a la Federación Internacional de Planificación Familiar, se creó en 1954.
El Frente de Liberación de la Mujer (WOLF) fue otro grupo activista radical durante la década de 1970. Una de sus activistas, Matsui Yayori, periodista, fue una conocida organizadora del "Tribunal Internacional de Mujeres contra los Crímenes de Guerra", un panel que sometió al gobierno japonés a un "juicio" para que rindiera cuentas por los crímenes de guerra cometidos contra las "mujeres de confort" explotadas y abusadas sexualmente por los ocupantes japoneses durante la Segunda Guerra Mundial.

### El feminismo posterior
Entre las académicas feministas más destacadas de las últimas décadas en Japón se encuentran la socióloga Ueno Chizuko y la teórica feminista Ehara Yumiko.
En 2018, los organizadores taurinos japoneses levantaron la prohibición de que las mujeres entraran en la plaza de toros.

## Lenguaje
Artículo principal: Diferencias de género en el idioma japonés
En Japón se espera que el discurso de las mujeres se ajuste a las normas tradicionales del onnarashii (女らしい), el código de comportamiento apropiado para una dama. En el habla, el onnarashii se exhibe empleando un tono de voz artificialmente alto, utilizando formas de habla corteses y deferentes con más frecuencia que los hombres, y usando formas gramaticales consideradas intrínsecamente femeninas. Las feministas difieren en sus respuestas a las diferencias lingüísticas basadas en el género; algunas lo consideran "inaceptable", mientras que otras argumentan que la historia de tales diferencias basadas en el género no está ligada a la opresión histórica como en Occidente.
En Japón, el derecho matrimonial exige que las parejas casadas compartan apellido porque deben pertenecer al mismo koseki (hogar). Aunque desde 1976 es posible que el marido se una a la familia de la mujer en determinadas circunstancias, el 98% de las veces es la mujer la que se une a la familia del hombre y, por tanto, cambia su apellido. Los hombres pueden tomar el apellido de la esposa "sólo cuando la novia no tiene hermano y el novio es adoptado por los padres de la novia como sucesor de la familia". Los grupos feministas han presentado una legislación que permitiría a las parejas casadas mantener apellidos separados, una práctica que en japonés se denomina fūfu bessei (夫婦別姓, lit. "marido y mujer, apellidos diferentes').

## Educación

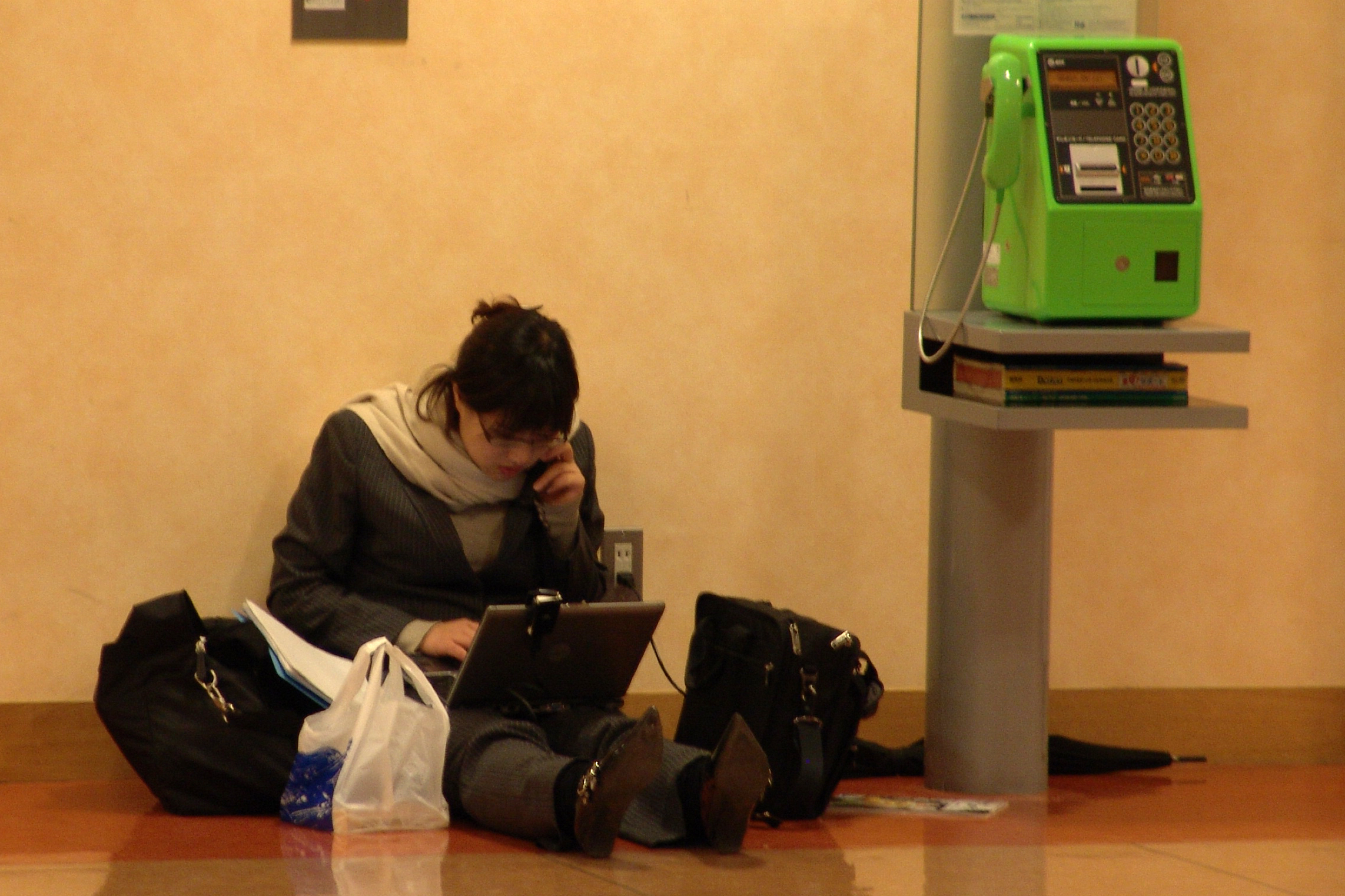
Las mujeres japonesas adoptan cada vez más actividades e intereses no tradicionales, como la informática.

Un manual ampliamente difundido en todo Japón desde el periodo Edo hasta el periodo Meiji fue el Onna Daigaku, Gran aprendizaje para mujeres, cuyo objetivo era enseñar a las mujeres a ser buenas esposas y madres sabias. Las mujeres debían mantener el estricto sistema familiar como unidad básica de la sociedad japonesa obedeciendo incondicionalmente a sus maridos y a sus suegros. Estaban confinadas en sus hogares y no existían de forma independiente, y estaban esencialmente subordinadas a la familia de su padre o marido. Existían prácticas consuetudinarias para divorciarse de las mujeres basadas en la desobediencia, los celos e incluso la locuacidad.
Durante la época feudal, las mujeres que tenían la suerte de recibir educación eran instruidas por sus padres o hermanos. A las mujeres de clase alta se les disuadía de recibir educación más que a las de clase baja. Los hombres de las clases altas aplicaban las normas sociales de forma más estricta que los de las clases bajas. Poco después de la Revolución Meiji, en un esfuerzo por difundir los conocimientos prácticos y las artes necesarias para construir la sociedad, se exigió a los niños que asistieran a la escuela. En 1890, el cuarenta por ciento de las niñas que cumplían los requisitos se matriculaban en la escuela durante los cuatro años asignados. En 1910, más del noventa y siete por ciento de las niñas que cumplían los requisitos se matriculaban en la escuela durante los seis años entonces asignados. Estas escuelas estaban destinadas a enseñar la moderación femenina.

## Arte

### Literatura
Una de las primeras escritoras modernas fue Ichiyō Higuchi (1872-1896). Tras la muerte de su padre, vivió en la pobreza, manteniendo a su madre y a su hermana. En 1893, comenzó a publicar sus escritos para ganar dinero. Sus novelas y cuentos fueron aclamados por la élite literaria, pero nunca tuvieron éxito económico. La familia abrió una tienda de juguetes y dulces cerca de Yoshiwara, el barrio de las geishas de Tokio. Trabajando en ese barrio, Ichiyo se sensibilizó con las condiciones de las mujeres. Una de sus principales obras, Nigorie (Aguas turbias), retrata a mujeres desafortunadas que se ven obligadas a convertirse en geishas debido a las circunstancias económicas. Las mujeres, independientemente del papel que asumieran, eran despreciadas por la sociedad. Jusanya (La decimotercera noche) trata de dos familias unidas por el matrimonio. La mujer es de clase baja y el hombre, un alto funcionario del gobierno. A través del matrimonio las familias pueden asegurar su bienestar y era la única forma de ascender en la sociedad. La mujer se sacrifica por su familia para soportar las burlas crueles y humillantes de su marido y no puede protegerse debido a las normas sociales. Los relatos de Ichiyo no ofrecen ninguna solución más allá de describir explícitamente las condiciones de las mujeres. Según algunos, su carrera de cuatro años y medio marca el inicio de la autoconciencia de las mujeres japonesas.

### Revista Seito
Akiko Yosano (1878-1942) es una de las poetisas más famosas del Japón del periodo Meiji. Como hija de un rico comerciante, Yosano pudo asistir a la escuela y aprendió a leer y escribir. Más tarde se convirtió en patrocinadora de la revista Seito Bluestocking y también en miembro de Myojo Bright Star, una revista de poesía. En septiembre de 1911, el poema de Yosano, Mountain Moving Day, se publicó en la primera página de la primera edición de Seito, una revista que marcó el inicio del movimiento Seitosha. Su editora, Raicho Hiratsuka (1886-1971), que recibió el nombre de los grupos literarios ingleses conocidos como "bluestocking", fue el poder financiero y filosófico que impulsó la chispa inicial del movimiento. Las mujeres de Seito utilizaron la expresión literaria para combatir el pensamiento basado en el confucianismo y mejorar las oportunidades de las mujeres. Otras mujeres aportaron otros puntos de vista a la revista. Okamoto Kanoko (1899-1939) aportó una visión budista. Su poesía se centraba más en la espiritualidad. Según ella, las mujeres podían encontrar el éxito no reconociendo las ilusiones del mundo. Sin apego al mundo, excluyendo la sociedad patriarcal, las mujeres pueden encontrar la fuerza interior. Ito Noe (1895-1923) se convirtió en editora de la revista tras la marcha de Hiratsuka por motivos de salud en 1915. Exploró el derecho de las mujeres al aborto, que siguió siendo un tema candente hasta el final de la revista en 1916. Ito se casó con un anarquista, Osugi Sakae. Ambos se convirtieron en presos políticos y luego fueron asesinados por la policía militar tras el Gran Terremoto de 1923. Hayashi Fumiko (1904-1951) fue la antítesis de Okanmoto Kanto. Hayashi era naturalista y describía la vida como una experiencia. Sus historias tratan de la supervivencia económica de las mujeres sin los hombres. Sin embargo, los finales vuelven a la sociedad masculina sin solución. Es la siguiente escritora más popular después de Higuchi Ichiyō.

### Manga
El manga es un medio especialmente popular entre las escritoras japonesas; algunos afirman que las mujeres utilizan esta forma para "deconstruir las perspectivas tradicionales sobre el sexo y la maternidad".

### Anime
El mahō shōjo es un subgénero de los medios de comunicación fantásticos japoneses (incluidos el anime, el manga, las novelas ligeras y los medios de acción real) centrados en chicas jóvenes que poseen habilidades mágicas, que suelen utilizar a través de un alter ego ideal en el que pueden transformarse.

## Sexualidad

### Prostitución
Artículo principal: Prostitución en Japón
Los colectivos de mujeres japonesas comenzaron a hacer campaña contra la prostitución institucionalizada en la década de 1880, y se unieron en 1935 para formar la Liga de Purificación Nacional (Kokumin Junketsu Dōmei). Las primeras activistas manifestaron su desaprobación hacia las mujeres que se prostituían, más que hacia los hombres que gestionaban esos servicios, sobre todo en el extendido sistema de burdeles militares. Posteriormente, las feministas japonesas expresaron su preocupación por la gestión de la sexualidad y el refuerzo de las jerarquías racializadas en los burdeles militares.

### Derechos reproductivos
Las feministas japonesas comenzaron a defender el control de la natalidad en la década de 1930; el gobierno permitió el aborto en 1948, pero sólo con fines eugenésicos. Las mujeres que daban a luz a muchos niños recibían premios del gobierno. La Federación de Planificación Familiar de Japón, filial de la Federación Internacional de Paternidad Planificada, es la principal organización de derechos reproductivos de Japón, y ejerce presión para que se legalicen los anticonceptivos orales y se mantenga la legalidad del aborto, además de difundir material educativo sobre planificación familiar.

### Maternidad
Tradicionalmente, las mujeres de la sociedad japonesa han poseído la mayor parte del poder como madres. Algunas feministas argumentan que este tipo de poder sólo sostiene un sistema patriarcal. Una respuesta es que, para los japoneses, hacer tal afirmación es tener una consideración relativamente baja de las tareas domésticas y de la crianza de los hijos: 

En cualquier cultura de Asia Oriental se encuentra que las mujeres tienen un poder muy tangible dentro del hogar. Esto es a menudo rechazado por las feministas no asiáticas que argumentan que no es un poder real, pero ... las mujeres japonesas observan el bajo estatus que se atribuye al trabajo doméstico de las amas de casa en Norteamérica y sienten que esto equivale a una desvalorización de un papel social fundamental, independientemente de que lo desempeñe un hombre o una mujer.

### Solteros parásitos
Artículo principal: Solteros parásitos
En el siglo XXI en Japón, un número creciente de mujeres jóvenes permanece soltera, un hecho que a menudo se considera una rebelión contra los confines tradicionales de las funciones restrictivas de las mujeres como esposas y madres. En 2004, el 54% de las japonesas de 20 años eran solteras, frente al 30,6% de 1985. Las jóvenes llevan un estilo de vida centrado en los amigos y el trabajo. Los adultos japoneses solteros suelen vivir con sus padres, con lo que ahorran en gastos domésticos y aumentan la cantidad de dinero disponible para gastar en su propio entretenimiento. El sociólogo Masahiro Yamada dio a estos jóvenes adultos la etiqueta de "solteros parásitos". Algunas jóvenes reaccionaron creando tarjetas de visita con sus nombres y el título "Soltera parásita". Los medios de comunicación japoneses han dado una gran cobertura al descenso de la natalidad en Japón, pero la tendencia continúa.

## Trabajo
Los sindicatos fueron legalizados en 1946, después de que MacArthur declarara la nueva ley de sindicatos en diciembre de 1945. Sin embargo, los sindicatos tuvieron poco efecto en las condiciones de las mujeres. Los sindicatos permanecieron en el ámbito masculino. A lo largo de la mayor parte del siglo XX, a pocas mujeres se les permitió ocupar cargos, incluso en los sindicatos con afiliación mayoritariamente femenina, y hasta al menos la década de 1980 los sindicatos solían firmar contratos que exigían a las trabajadoras (pero no a los hombres) una jubilación anticipada. En 1986, la Oficina de la Mujer del Ministerio de Trabajo promulgó una Ley de Igualdad de Oportunidades en el Empleo,la primera "ley de igualdad de género formulada principalmente por mujeres japonesas".

### Ley de Igualdad de Oportunidades en el Empleo
No existen disposiciones legales que prohíban el acoso sexual en Japón. La Ley de Igualdad de Oportunidades en el Empleo se limita a establecer el deber de los empresarios de tomar medidas para prevenir el acoso sexual. El recurso a los tribunales por el incumplimiento de este deber tendría que hacerse invocando la cláusula de daños y perjuicios del Código Civil, tal como se hacía antes de la adopción de la Ley de Igualdad de Oportunidades en el Empleo.
El 29 de abril de 2013, durante la 50.ª sesión del Comité de Derechos Económicos, Sociales y Culturales de la ONU, las ONG informaron al Comité de que las víctimas de acoso sexual perderían sus casos en los tribunales porque no hay disposiciones legales explícitas que prohíban el acoso sexual. El 17 de mayo, el Comité publicó sus Observaciones Finales incluyendo la recomendación:

"El Comité insta al Estado a que introduzca en su legislación un delito de acoso sexual , en particular en el lugar de trabajo, que conlleve sanciones proporcionales a la gravedad del delito. El Comité también recomienda que el Estado garantice que las víctimas puedan presentar denuncias sin temor a represalias. El Comité recomienda que el Estado siga concienciando a la población sobre el acoso sexual."

### Womenomics
La responsable de estrategia de Goldman Sachs, Kathy Matsui, acuñó el término "Womenomics" en 1999. Se refiere a un conjunto de políticas aplicadas en Japón para reducir las diferencias de género en el mercado laboral. Estas políticas incluyen el aumento de la participación laboral femenina, la presencia de las mujeres en la población activa y la prestación de servicios de guardería. Al inicio de su gobierno en 2012, el primer ministro Shinzō Abe anunció la implementación de una estrategia económica, conocida como "Abenomics", que incluía una serie de políticas destinadas a aumentar la participación laboral femenina sostenida en Japón. La idea detrás de la introducción de estas políticas era que el aumento de la presencia de las mujeres en la fuerza laboral impulsaría el crecimiento económico de Japón.
Las motivaciones de estas medidas políticas fueron, por un lado, la baja tasa de participación laboral femenina de Japón en 2013, en relación con otros países de renta alta: 65% en comparación con Estados Unidos (67,2); Alemania (72,6); Reino Unido (66,4); y Francia (66,9). Por otro lado, se espera que el aumento de la participación laboral femenina incremente la tasa de fertilidad y alivie el problema del envejecimiento de la población, que es una de las principales preocupaciones del gobierno japonés. La tasa de fecundidad en Japón es ahora de 1,25, cuando la tasa necesaria para garantizar el reemplazo de la población es de 2,1.

### Participación de la mujer en la población activa
En cuanto a la tasa de participación laboral femenina, el primer ministro Abe se comprometió a alcanzar el objetivo del 73% en 2020. Para lograrlo, el gobierno japonés se centra en las mujeres de los grupos de edad de 30 a 34 y de 35 a 40 años, a las que los estudios han demostrado que les cuesta volver a la vida laboral después de haber tenido hijos y haber dedicado tiempo a la crianza de los mismos durante los últimos años de la veintena y los primeros de la treintena. El objetivo del gobierno de aumentar la participación laboral de estos grupos de edad específicos es de 3,15 millones más de trabajadoras para 2020. Organizaciones empresariales como la Asociación Japonesa de Ejecutivos Corporativos (Keitai Doyukai) y la Federación Empresarial de Japón (Keidanren) han expresado su apoyo a la política del Gobierno con la esperanza de que el aumento de la participación laboral de las mujeres conduzca a una mayor adaptabilidad a los cambios en la economía global.
En 2018, la Universidad Médica de Tokio fue denunciada por dar prioridad a los solicitantes masculinos para entrar en la facultad de medicina cuando las solicitantes femeninas habían obtenido una mayor puntuación en sus exámenes de acceso. En el mismo año, el 9,04% de los solicitantes masculinos superaron el examen de acceso, mientras que sólo el 2,91% de las solicitantes femeninas tuvieron resultados positivos. Esto muestra que los hombres fueron aceptados 3,11 veces más que las mujeres. Mientras que los hombres fueron aceptados en un nivel de 2,02 veces mayor que el de las mujeres en 2018 en el departamento, la tasa fue de 0,87 veces en el año siguiente, lo que significa que las mujeres habían sido aceptadas en una tasa más alta. Con esta noticia como desencadenante, se descubrió que otras universidades, como la Universidad de Juntendo, habían establecido niveles de aprobación diferentes para los solicitantes masculinos y femeninos y manipulado las puntuaciones de los exámenes para las solicitantes femeninas con el fin de tener más estudiantes de medicina masculinos a su favor. La segregación hacia las solicitantes femeninas se derivó, ya que la escuela quería mantener la población femenina baja, de la preocupación de que las solicitantes femeninas tienen una alta posibilidad de dejar sus trabajos o abandonar la industria médica después de tener hijos o una vez que comiencen una familia en el futuro. Aunque esta noticia se refería a la administración universitaria, también es un problema para los trabajadores en general. De hecho, los estudios de la Organización para la Cooperación y el Desarrollo (OCDE) muestran que más del 70% de las mujeres japonesas abandonan su trabajo o dejan de trabajar durante más de una década y no vuelven a hacerlo después de dar a luz a su primer hijo, mientras que en Estados Unidos es de un 30%.
Las mujeres japonesas tienden a elegir entre el trabajo o la familia, y la mayoría de ellas se deciden por la familia antes que por su carrera. Esto se debe a menudo a la inflexibilidad de la vida laboral en términos de salario, horas de trabajo y la falta de un sistema de bienestar para las personas que trabajan pero quieren tener una familia. El gobierno japonés ha declarado que multará a las empresas si no promueven el empleo femenino y hacen algunos esfuerzos para mejorar la flexibilidad del equilibrio entre el trabajo y la maternidad después de que las empleadas den a luz. Aunque el número de empleadas ha mejorado, los cambios de política y la igualdad en la sociedad aún están en proceso.

### Mujeres en puestos de liderazgo
Desde la aplicación de la Ley de Igualdad de Oportunidades en el Empleo, en 1986, el mayor aumento de la participación laboral femenina se ha producido en el sector de los empleos a tiempo parcial. Para las mujeres que se reincorporan a la vida laboral tras ausentarse de ella para criar a sus hijos, esto significa que obtienen de forma desproporcionada empleos con salarios más bajos y contratos precarios. Motivado por esta situación y con el argumento de que una mayor diversidad en los puestos de liderazgo conduce a una mejor gestión y a una mayor competitividad, el primer ministro Abe animó a las empresas y a los organismos gubernamentales a crear alternativas para la promoción profesional de las mujeres.
Este aspecto de Womenomics consiste principalmente en campañas e incentivos para que las empresas promuevan a más mujeres a puestos directivos, adopten cuotas internas de inclusión de género y divulguen información sobre la proporción de empleadas en diferentes puestos. El objetivo fijado para este elemento de la política era alcanzar el 30% de los puestos de dirección para las mujeres en 2020, entendiendo por puestos de dirección los parlamentos locales y nacionales; los especialistas técnicos; y los puestos de dirección en las empresas. Sin embargo, debido a los insuficientes avances, el plazo se desplazó en julio de 2020 a algún momento de la década.
El 31 de julio de 2016, Yuriko Koike se convirtió en la primera mujer gobernadora de Tokio y fue reelegida en 2020.

### Oferta de servicios de atención a la infancia
En Japón hay escasez de guarderías para acoger a los niños y niñas que están en lista de espera. Ante este déficit, el plan Womenomics del primer ministro Abe incluía el objetivo de no tener niños en listas de espera. Para ello se combinarán el alquiler de guarderías, la subvención a empresas de cuidados a la infancia, el apoyo a nuevos proveedores de servicios de guardería. El objetivo fijado para este aspecto de la política era proporcionar guarderías para 400.000 niños en 2017.

### Críticas a Womenomics
Existe cierto consenso internacional sobre la eficacia de promover la participación laboral femenina como medio para aumentar el crecimiento económico. En 2012, el Fondo Monetario Internacional (FMI) declaró que un aumento del 7% en la tasa de mujeres en la fuerza de trabajo podría conducir a un incremento del 4% en el producto interior bruto (PIB). Sin embargo, hay algunas opiniones críticas en cuanto a la probabilidad de que estas políticas aumenten significativamente la participación laboral femenina. Algunos autores señalan que la cultura laboral predominante en Japón es una gran amenaza para alcanzar los objetivos de las políticas establecidas. Las largas jornadas de trabajo y las horas extras son una práctica habitual, al igual que la costumbre de salir con los compañeros después del trabajo para beber alcohol. Estos rasgos de la cultura laboral en Japón pueden ser irreconciliables con las obligaciones familiares, especialmente la crianza de los hijos e hijas.
También hay cierto escepticismo entre los académicos sobre el efecto esperado de Womenomics en la tasa de fertilidad de Japón. Muchos países democráticos de renta alta se han enfrentado al reto del envejecimiento de la población, y hasta cierto punto lo han abordado aplicando políticas sociales y laborales que facilitan el equilibrio entre las obligaciones laborales y familiares. Pero un aspecto de la solución al que Japón sigue oponiéndose es permitir cierto grado de afluencia de inmigración. Asimismo, hay cierto escepticismo entre los académicos sobre el efecto esperado de Womenomics. No está claro si las políticas de Womenomics por sí solas serán suficientes para lograr un aumento sustancial de las tasas de fertilidad. Otra corriente de críticas cuestiona si las políticas de Womenomics están reforzando la segregación laboral de género en lugar de reformar las barreras estructurales que impiden el avance de las mujeres, como el predominio del modelo del sustentador masculino y la asociación de las mujeres con el trabajo reproductivo.

## Igualdad de género
Según el Informe Global de Brecha de Género 2021, Japón ocupa la posición 120 de los 156 países del mundo.
Según la abogada Yukiko Tsunoda, esto se debe en parte a que los principios sexistas están muy arraigados en el sistema judicial y cuestionan sistemáticamente los derechos de las mujeres: "cuando se creó el código penal en 1907, Japón era una sociedad extremadamente patriarcal [...] La violación se penalizó entonces para garantizar que una mujer casada tuviera un hijo solo de su marido y que ningún otro hombre pudiera mantener relaciones sexuales con ella [...] Era una ley de castidad al servicio exclusivo del marido o del padre ". En 2017, Japón revisó sus leyes sobre agresiones sexuales por primera vez en 110 años, para reconocer a las víctimas masculinas y elevar la pena mínima de prisión por violación. Sin embargo, el hecho de que la víctima tenga que demostrar que no pudo resistirse se mantuvo en la ley, a pesar de las protestas de los expertos.
Una mujer divorciada o viuda tiene que esperar algo más de tres meses antes de que se le permita volver a casarse. Hasta 2016, este periodo era de seis meses.
La Universidad Médica de Tokio admitió en 2018 que había manipulado los resultados de su examen de acceso para que las chicas salieran perjudicadas. En las semanas siguientes, nueve de las 81 facultades de Medicina del país admitieron a su vez que practicaban la misma política discriminatoria.
En cuanto a la custodia de los hijos de padres separados, el país no reconoce el derecho de visita ni la patria potestad compartida. El sistema japonés funciona con principios heredados de la era Meiji (1868-1912). Una nueva forma jurídica de la familia vino a reforzar su aspecto patriarcal. Basada en la "continuidad y mantenimiento de la familia", prevé que en caso de separación uno de los progenitores abandone la familia. La custodia de los hijos se otorga a uno de los progenitores, normalmente el que se los lleva primero, sin garantizar al otro la posibilidad de verlos.
En un contexto en el que la política japonesa ha sido tradicionalmente "cosa de hombres", las mujeres sólo representan el 10% de los parlamentarios. En 2020, el gobierno dirigido por el primer ministro Yoshihide Suga sólo cuenta con dos mujeres de veintiún ministros. Algunos políticos se hayan referido a las mujeres como 'máquinas de parir niños' y les hayan recomendado quedarse en casa para cuidar de sus hijos como la solución perfecta a la falta de guarderías y centros infantiles.
Las desigualdades en el lugar de trabajo son significativas, y la cultura empresarial sigue siendo especialmente sexista en Japón. Una ley de igualdad de género de 1987 aumentó la proporción de mujeres empleadas del 53% en 1985 al 64% en 2016; sin embargo, solo el 44% de las mujeres tienen un empleo estable y a tiempo completo, y la proporción de empleos precarios aumenta cada año. Muchas mujeres sufren discriminación, ya que los directivos de las empresas son reacios a darles responsabilidades. La maternidad es también un obstáculo importante para las perspectivas profesionales de las mujeres. Aunque existe la licencia por maternidad, en la práctica pocas mujeres hacen uso de él (17%) porque se ven presionadas por sus superiores. Esta situación, unida a la falta de plazas de guardería, lleva al 60% de las asalariadas a dejar de trabajar tras el nacimiento de su primer hijo.